# Нонод
Нонод е вид нелинейна електронна лампа. Този елемент се използва като ограничител на амплитуда и като детектор на сигнал в приемниците.
- Схема